# Arctic Thunder
| Оценки критиков | Оценки критиков |
| Источник        | Оценка          |
| --------------- | --------------- |
| Metal Injection | [ 1 ]           |
| Pitchfork       | [ 2 ]           |

Arctic Thunder  — 16-й студийный альбом норвежской группы Darkthrone, выпущеный 14 октября 2016 года на лейбле Peaceville Records. Альбом записывался с августа по декабрь 2015 года в студии Necrohell II. Первым синглом с альбома стал «Tundra Leech».

## Об альбоме
Альбом был назван в честь одноименной норвежской метал-группы, существовавшей с 1985 по 1989 год. Darkthrone получили разрешение на использование названия. Музыка Arctic Thunder представляет собой смесь блэк-метала и классических хэви-металлических пассажей.

## Список композиций
| №                   | Название                       | Текст песни         | Музыка              | Длительность |
| ------------------- | ------------------------------ | ------------------- | ------------------- | ------------ |
| 1.                  | «Tundra Leech»                 | Fenriz              | Fenriz              | 5:02         |
| 2.                  | «Burial Bliss»                 | Nocturno Culto      | Nocturno Culto      | 4:59         |
| 3.                  | «Boreal Fiends»                | Fenriz              | Fenriz              | 5:50         |
| 4.                  | «Inbred Vermin»                | Nocturno Culto      | Nocturno Culto      | 5:49         |
| 5.                  | «Arctic Thunder»               | Fenriz              | Fenriz              | 4:41         |
| 6.                  | «Throw Me Through the Marshes» | Fenriz              | Nocturno Culto      | 5:00         |
| 7.                  | «Deep Lake Trespass»           | Nocturno Culto      | Nocturno Culto      | 4:48         |
| 8.                  | «The Wyoming Distance»         | Fenriz              | Fenriz              | 3:14         |
| Общая длительность: | Общая длительность:            | Общая длительность: | Общая длительность: | 39:23        |

## Участники записи
- Nocturno Culto – вокал, электрогитара, бас-гитара на треках 2, 4, 6, 7.
- Fenriz – барабаны, электрогитара, бас-гитара  на треках 1, 3, 5, 8.